# Académie de médecine Gueorguievski
L'académie de médecine Gueorguievski (Медици́нская акаде́мия и́мени С. И. Гео́ргиевского) (officiellement — académie de médecine Gueorguievski de l'établissement d'enseignement supérieur autonome de l'État fédéral « Université fédérale criméenne Vernardski »  (Медицинская академия имени С. И. Георгиевского Федерального государственного автономного образовательного учреждения высшего образования «Крымский федеральный университет имени В.И. Вернадского»), autrefois université nationale de médecine de Crimée Gueorguievski (Крымский государственный медицинский университет имени С.И. Георгиевского, et institut de médecine de Crimée (Крымский медицинский институт), est un établissement d'enseignement supérieur au sein de l'université fédérale de Crimée Vernardski situé à Simféropol en Crimée, spécialisé dans l'enseignement  de la médecine.  
Elle a été formée en 2013 par les autorités internationales de la péninsule de Crimée en accord avec le gouvernement fédéral sur la base de l'université de médecine Gueorguievski de Crimée, fondée en 1931 comme institut de médecine de Crimée.
L'établissement doit son nom au professeur Sergueï Ivanovitch Gueorguievski (1898-1974), docteur en physiopathologie. 

## Structure
Depuis septembre 2018, l'académie compte 6 facultés: la première faculté de médecine, la deuxième faculté de médecine, la médecine dentaire, la pharmacie, la médecine internationale et la médecine avancée. Le nombre de départements est de 56. L'académie a également un département préparatoire, 38 bases cliniques, 166 établissements affiliés.
Son directeur est le professeur Evgueni Sergueïevitch Kroutikov, docteur en néphrologie. L'établissement accueille plus de 4 000 étudiants dont environ 1 700 étrangers.

## Chaires
- Anatomie normale
- Anatomie pathologique avec cours de dissection
- Anesthésiologie-réanimation et soins médicaux d'urgence
- Biologie médicale
- Biochimie
- Chimie générale
- Chirurgie générale
- Chirurgie n° 1
- Chirurgie n° 2
- Médecine interne n° 1
- Médecine interne n° 2
- Médecine interne n° 3
- Hygiène générale et écologie
- Histologie et embryologie
- Chirurgie pédiatrique et cours d'urologie
- Infectiologie
- Pharmacologie clinique, pharmacothérapie
- Maladies cutanées et vénériennes
- Culturologie, philosophie et sciences humaines et sociales
- Physiothérapie et médecine du sport, physiothérapie avec cours d'éducation physique
- Radiodiagnostic et radiothérapie
- Microbiologie, virologie et immunologie
- Maladies nerveuses, neurochirurgie et neurologie (faculté de formation pédagogique)
- Physiopathologie générale et clinique
- Santé publique et soins de santé avec cours d'organisation de la santé (faculté de formation pédagogique)
- Obstétrique et gynécologie n° 1
- Obstétrique et gynécologie n° 2
- Obstétrique, gynécologie et périnatalogie
- Oncologie
- Oto-rhino-laryngologie
- Ophtalmologie
- Pédiatrie avec cours sur les maladies infectieuses pédiatriques
- Pédiatrie, néonatologie, kinésithérapie et thermalisme
- Propédeutique de la médecine interne
- Propédeutique de la pédiatrie
- Psychiatrie, toxicologie, psychothérapie avec cours de psychologie générale et médicale
- Médecine légale et cours de droit
- Stomatologie
- Stomatologie et orthodontie
- Stomatologie chirurgicale
- Stomatologie orthopédique
- Stomatologie pédiatrique
- Stomatologie thérapeutique
- Médecine interne et médecine générale (médecine familiale)
- Anatomie topographique et chirurgie opératoire
- Traumatologie et orthopédie
- Pharmacologie
- Pharmacie
- Physiologie normale
- Physiothérapie, réadaptation médicale, thermalisme, thérapie par l'exercice et médecine du sport (à Yalta)
- Phthisiologie et pneumologie
- Maladies chirurgicales
- Physique médicale et informatique
- Langue russe
- Langues étrangères avec cours de latin
- Administration d'État

## Bâtiments

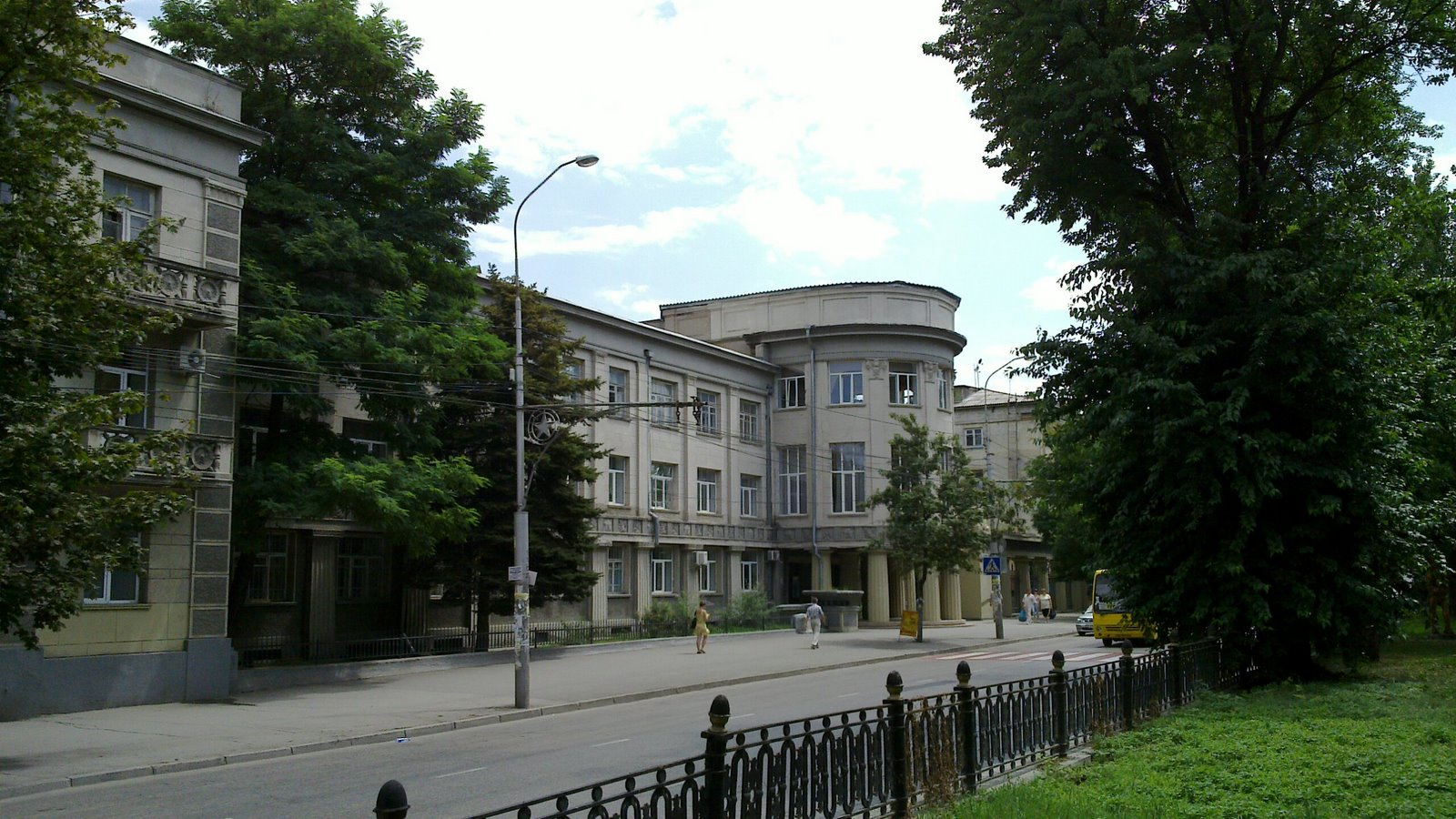
5-7 boulevard Lenina classé[3].
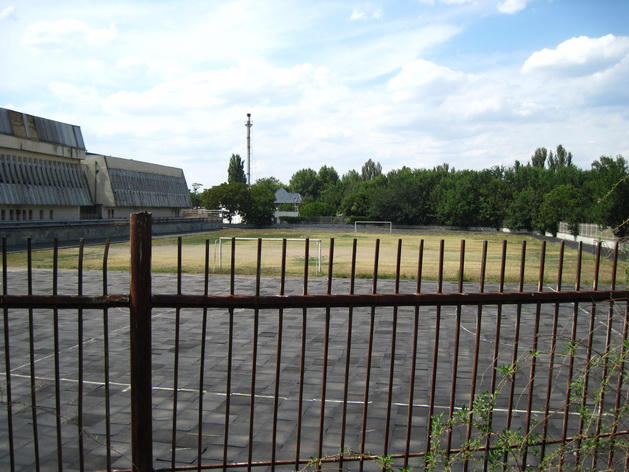
Le stade.
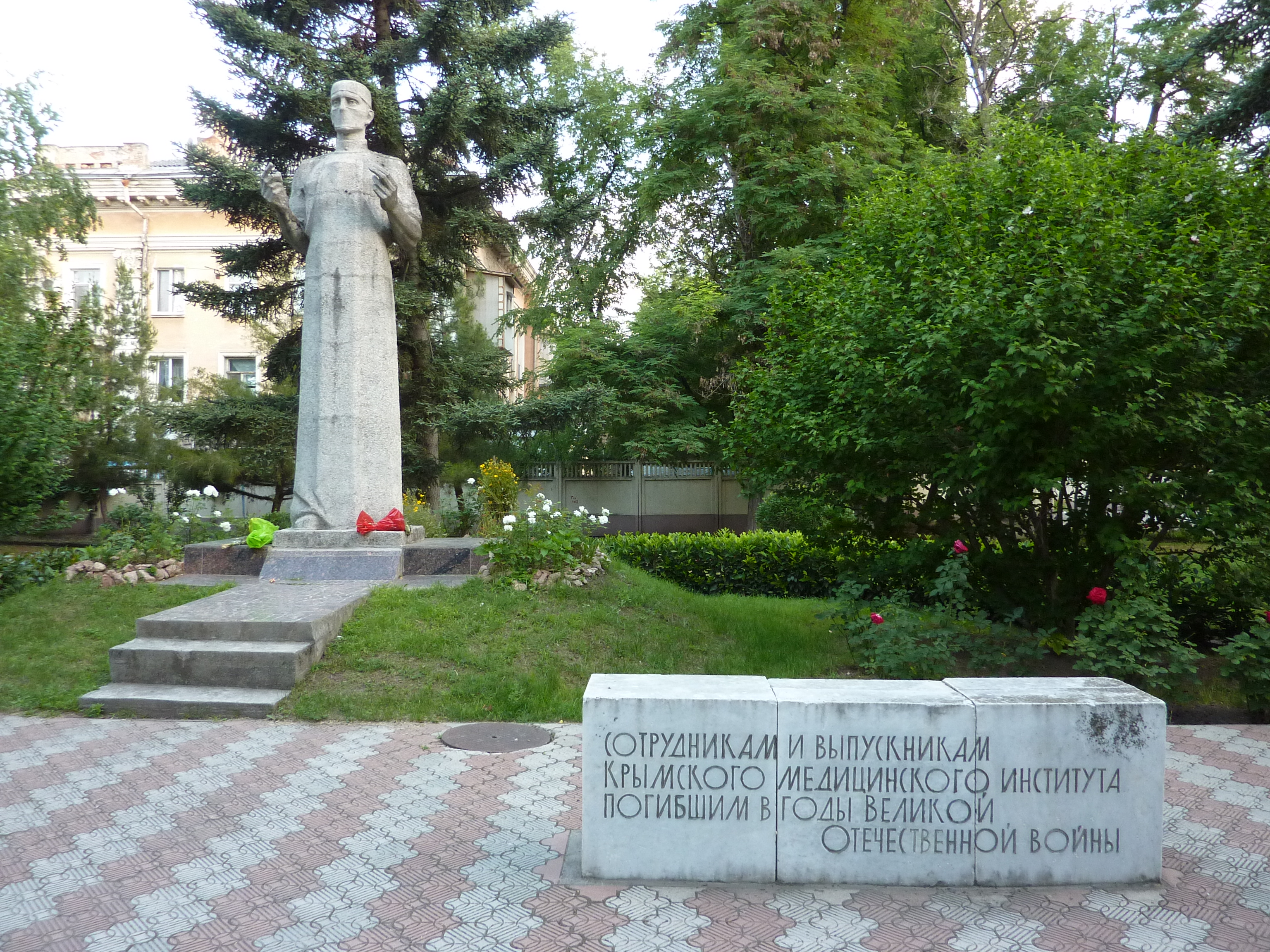
Monument aux employés classé[4].
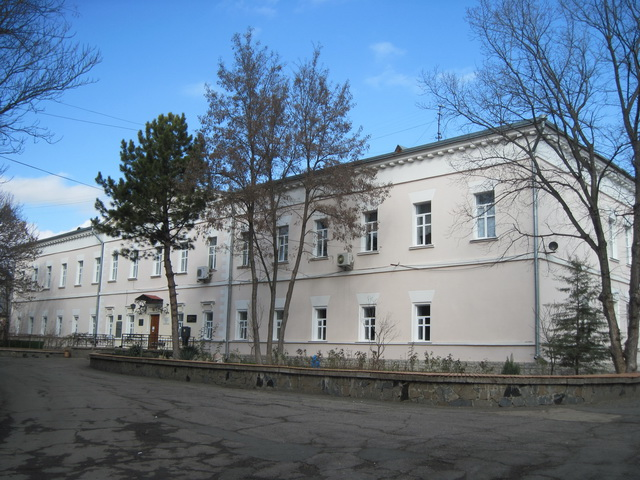
Bâtiment de Pyrohov classé[5].
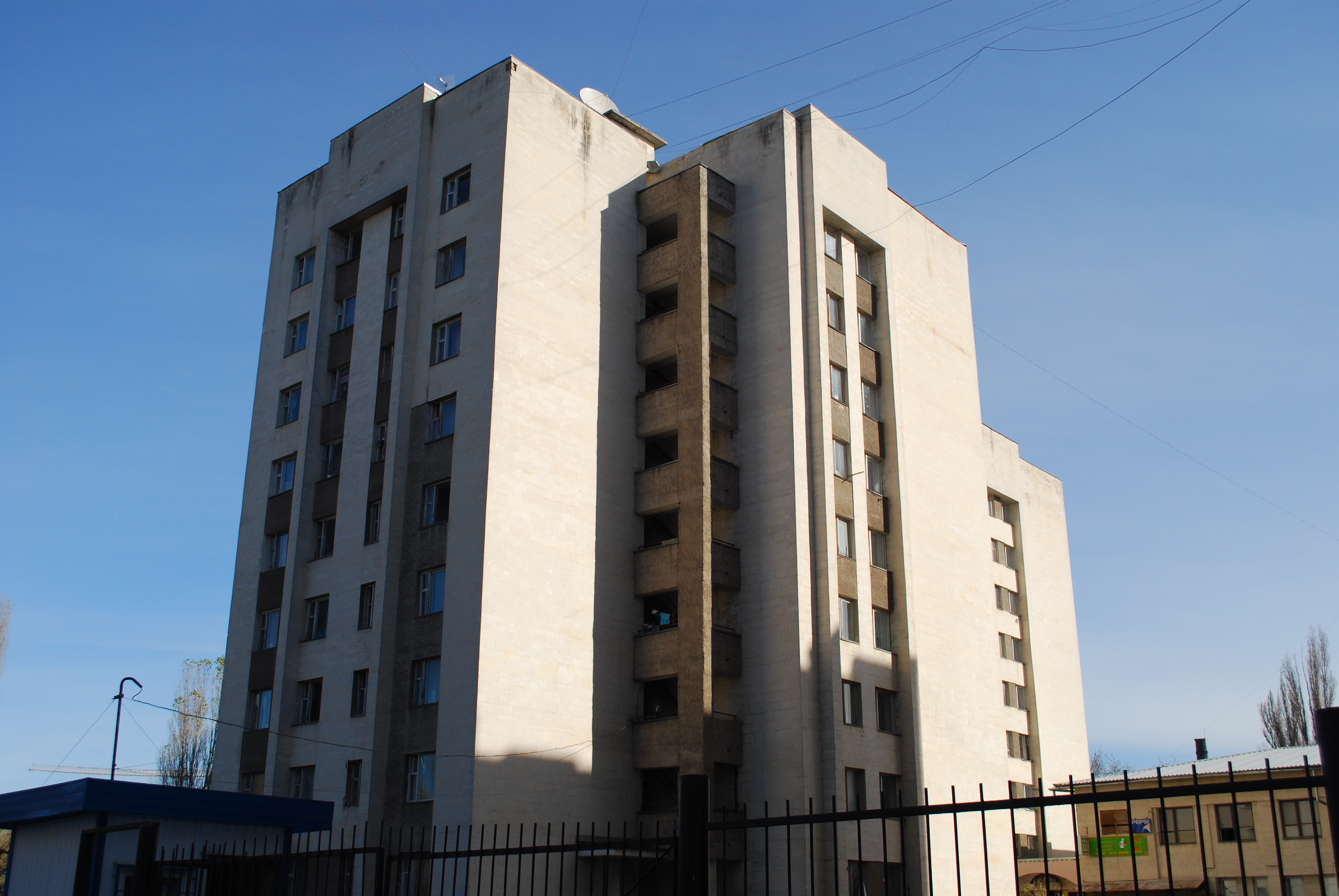